# Heaven Is Whenever
| Оценки критиков  | Оценки критиков |
| Источник         | Оценка          |
| ---------------- | --------------- |
| allmusic         | [ 1 ]           |
| AbsolutePunk     | (91%)           |
| BBC              | (positive)      |
| Drowned in Sound | [ 4 ]           |
| NME              | [ 5 ]           |
| Pitchfork Media  | (6.2/10)        |
| Q                | [ 7 ]           |
| Rolling Stone    | [ 8 ]           |
| The Skinny       | [ 9 ]           |
| Slant Magazine   | [ 10 ]          |
| Spin             | [ 11 ]          |
| Sputnikmusic     | [ 12 ]          |

Heaven Is Whenever — пятый студийный альбом американской рок-группы The Hold Steady, изданный 4 мая 2010 года на лейбле Vagrant Records в США и на Rough Trade в Европе.
Первый альбомный сингл «Hurricane J» впервые появился 22 марта 2010 года на Pitchfork Media. Что касается лирического содержания альбома, вокалист и гитарист Крейг Финн утверждает, что: «Я все время говорил, что Stay Positive это запись о попытке изящно состариться. Эта запись, я думаю, на самом деле „была“ нашим изящным старением. Некоторые тексты исходят из более мудрого места, когда нам 38 лет, и у нас за плечами целая жизнь в рок-н-ролле».

## История
В 2009 году группа Hold Steady начала писать Heaven Is Whenever во время гастролей в поддержку своего предыдущего альбома Stay Positive. По словам гитариста Тэда Каблера, группа «превратила задний салон [гастрольного] автобуса в импровизированную вокальную кабину, где мы также могли накладывать гитары. Эти песни постепенно стали демо-записями для новой пластинки, и мы продолжали писать. Это позволило нам работать в темпе, который диктовался почти исключительно нашими творческими результатами. Мы просто нажимали кнопку записи всякий раз, когда думали, что у нас есть что-то стоящее».
Впоследствии группа вошла в студию с Дином Балтулонисом, продюсером дебютного альбома группы, Almost Killed Me, и его продолжения Separation Sunday. Вокалист и гитарист Крейг Финн утверждает, что Балтулонис — «его близкий друг, так что это был более расслабленный, менее формальный способ создания альбома. Мы как бы участвовали в коротких сессиях в течение длительного периода времени, и мы много записывали. Достаточно много песен не вошли в альбом, и это всегда душераздирающая вещь — выбирать между своими любимыми детьми».

## Отзывы
Альбом получил положительные отзывы музыкальной критики и интернет-изданий. 

## Список композиций
Все песни написаны Крейгом Финном, Тадом Кублером, кроме тех, что указаны.
1. «The Sweet Part of the City» — 4:24
2. «Soft in the Center» — 3:50
3. «The Weekenders» — 3:48
4. «The Smidge» — 3:22
5. «Rock Problems» (Finn, Kubler, John Reis) — 3:31
6. «We Can Get Together» — 4:29
7. «Hurricane J» (Finn, Kubler, Franz Nicolay) — 3:02
8. «Barely Breathing» — 3:37
9. «Our Whole Lives» — 4:00
10. «A Slight Discomfort» — 7:13

### iTunes, бонусные треки
1. «Touchless» — 3:34
2. «Ascension Blues» — 2:59

### 2020 Super Deluxe Edition
1. «Separate Vacations» — 3:48
2. «Criminal Fingers» — 4:39
3. «Beer on the Bedstand» — 2:54
4. «At Least Not Tonight» — 3:01
5. «Wonderful Struggle» — 3:24
6. «Going on a Hike» — 4:26
7. «We Can Get Together (Alternate)» — 4:57

## Чарты
| Чарт (2010)                            | Высшая позиция |
| -------------------------------------- | -------------- |
| Великобритания (UK Albums Chart)       | 45             |
| США (Billboard 200)                    | 26             |
| США (Billboard Top Alternative Albums) | 5              |
| США (Billboard Top Rock Albums)        | 8              |